# Tony Awards 1962
Die Verleihung der 16. Tony Awards 1962 (16th Annual Tony Awards) fand am 29. April 1962 im Grand Ballroom des Hotels Waldorf Astoria in New York City statt. Moderatoren der Veranstaltung waren Ray Bolger und Robert Preston. Ausgezeichnet wurden Theaterstücke und Musicals der Saison 1961/62, die am Broadway ihre Erstaufführung hatten. Die Preisverleihung wurde vom Sender WCBS-TV auf Channel 2 im Fernsehen übertragen.

## Hintergrund
Die Antoinette Perry Awards for Excellence in Theatre, oder besser bekannt als Tony Awards, werden seit 1947 jährlich in zahlreichen Kategorien für herausragende Leistungen bei Broadway-Produktionen und -Aufführungen der letzten Theatersaison vergeben. Zusätzlich werden verschiedene Sonderpreise, z. B. der Regional Theatre Tony Award, verliehen. Benannt ist die Auszeichnung nach Antoinette Perry. Sie war 1940 Mitbegründerin des wiederbelebten und überarbeiteten American Theatre Wing (ATW). Die Preise wurden nach ihrem Tod im Jahr 1946 vom ATW zu ihrem Gedenken gestiftet und werden bei einer jährlichen Zeremonie in New York City überreicht.

## Gewinner und Nominierte

### Theaterstücke
| Kategorie                            | Preisträger                           | Theaterstück                               | Nominierungen |
| Bestes Theaterstück                  | Robert Bolt                           | A Man for All Seasons                      | - Gideon – Paddy Chayefsky - The Caretaker – Harold Pinter - The Night of the Iguana – Tennessee Williams                                                                        |
| Bester Produzent Theaterstück        | Robert Whitehead und Roger L. Stevens | A Man for All Seasons                      | - Charles Bowden und Viola Rubber – The Night of the Iguana - Fred Coe und Arthur Cantor – Gideon - David Merrick – Ross                                                         |
| Bester Hauptdarsteller Theaterstück  | Paul Scofield                         | A Man for All Seasons als Sir Thomas More  | - Fredric March in Gideon als Angel - John Mills in Ross als Aircraftman Ross - Donald Pleasence in The Caretaker als Davies                                                     |
| Beste Hauptdarstellerin Theaterstück | Margaret Leighton                     | The Night of the Iguana als Hannah Jelkes  | - Gladys Cooper in A Passage to India als Mrs. Moore - Colleen Dewhurst in Great Day in the Morning als Phoebe Flaherty - Kim Stanley in A Far Country als Elizabeth von Ritter  |
| Bester Nebendarsteller Theaterstück  | Walter Matthau                        | A Shot in the Dark als Benjamin Beaurevers | - Godfrey M. Cambridge in Purlie Victorious als Gitlow Judson - Joseph Campanella in A Gift of Time als Daniel Stein - Paul Sparer in Ross als Auda Abu Tayi                     |
| Beste Nebendarstellerin Theaterstück | Elizabeth Ashley                      | Take Her, She’s Mine als Mollie Michaelson | - Zohra Lampert in Look We’ve Come Through als Jennifer Lewison - Janet Margolin in Daughter of Silence als Anna Albertini - Pat Stanley in Sunday in New York als Eileen Taylor |
| Beste Theaterregie                   | Noel Willman                          | A Man for All Seasons                      | - Tyrone Guthrie – Gideon - Donald McWhinie – The Caretaker - José Quintero – Great Day in the Morning                                                                           |

### Musicals
| Kategorie                         | Preisträger                                                                                   | Musical                                                                  | Nominierungen |
| Bestes Musical                    | Frank Loesser (Musik und Liedtexte) und Abe Burrows, Jack Weinstock und Willie Gilbert (Buch) | How to Succeed in Business Without Really Trying                         | - Carnival! - Milk and Honey - No Strings |
| Bester Produzent Musical          | Cy Feuer und Ernest H. Martin                                                                 | How to Succeed in Business Without Really Trying                         | - Helen Bonfils, Haila Stoddard and Charles Russel – Sail Away - David Merrick – Carnival! - Gerard Oestriecher – Milk and Honey                                                      |
| Bester Hauptdarsteller Musical    | Robert Morse                                                                                  | How to Succeed in Business Without Really Trying als J. Pierrepont Finch | - Ray Bolger in All American als Professor Fodorski - Alfred Drake in Kean als Edmund Kean - Richard Kiley in No Strings als David Jordan                                             |
| Beste Hauptdarstellerin Musical   | Anna Maria Alberghetti und Diahann Carroll                                                    | Carnival! als Lili Daurier und No Strings als Barbara Woodruff           | - Molly Picon in Milk and Honey als Clara Weiss - Elaine Stritch in Sail Away als Mimi Paragon                                                                                        |
| Bester Nebendarsteller Musical    | Charles Nelson Reilly                                                                         | How to Succeed in Business Without Really Trying als Bud Frump           | - Orson Bean in Subways Are for Sleeping als Charlie Smith - Severn Darden in From the Second City als Performer - Pierre Olaf in Carnival! als Jacquot                               |
| Beste Nebendarstellerin Musical   | Phyllis Newman                                                                                | Subways Are for Sleeping als Martha Vail                                 | - Elizabeth Allen in The Gay Life als Magda - Barbara Harris in From the Second City als Various Characters - Barbra Streisand in I Can Get It for You Wholesale als Miss Marmelstein |
| Bester Autor                      | Abe Burrows, Jack Weinstock und Willie Gilbert                                                | How to Succeed in Business Without Really Trying                         | - Michael Stewart und Helen Deutsch – Carnival! |
| Beste Originalmusik               | Richard Rodgers                                                                               | No Strings                                                               | - Kwamina – Richard Adler - Milk and Honey – Jerry Herman - How to Succeed in Business Without Really Trying – Frank Loesser                                                          |
| Bester Dirigent und Musikdirektor | Elliot Lawrence                                                                               | How to Succeed in Business Without Really Trying                         | - Pembroke Davenport – Kean - Herbert Greene – The Gay Life - Peter Matz – No Strings                                                                                                 |
| Beste Musicalregie                | Abe Burrows                                                                                   | How to Succeed in Business Without Really Trying                         | - Gower Champion – Carnival! - Joe Layton – No Strings - Joshua Logan – All American                                                                                                  |

### Theaterstücke oder Musicals
| Kategorie           | Preisträger                   | Theaterstück bzw. Musical | Nominierungen                                                                                       |
| Bestes Bühnenbild   | Will Steven Armstrong         | Carnival!                 | - Rouben Ter-Arutunian – A Passage to India - David Hays – No Strings - Oliver Smith – The Gay Life |
| Beste Choreographie | Agnes de Mille und Joe Layton | Kwamina und No Strings    | - Michael Kidd – Subways Are for Sleeping - Dania Krupska – The Happiest Girl in the World          |
| Beste Kostüme       | Lucinda Ballard               | The Gay Life              | - Donald Brooks – No Strings - Motley – Kwamina - Miles White – Milk and Honey                      |

### Sonderpreise (ohne Wettbewerb)
| Kategorie          | Preisträger       | Grund der Preisverleihung |
| Special Tony Award | Brooks Atkinson   | Für seine Tätigkeit als (inzwischen pensionierter) Theaterkritiker der New York Times                                                                                           |
| Special Tony Award | Franco Zeffirelli | Für die Gestaltung und Regie von Romeo und Julia am Old Vic |
| Special Tony Award | Richard Rodgers   | Für alles, was er für junge Leute am Theater getan hat, und dafür, dass er die Orchestermusiker aus dem Orchestergraben geholt und sie in No Strings auf die Bühne gebracht hat |

## Statistik

### Mehrfache Nominierungen
- 9 Nominierungen: No Strings
- 8 Nominierungen: How to Succeed in Business Without Really Trying
- 7 Nominierungen: Carnival!
- 5 Nominierungen: Milk and Honey
- 4 Nominierungen: The Gay Life, Gideon, A Man for All Seasons und Ross
- 3 Nominierungen: The Caretaker, The Night of the Iguana, Kwamina und Subways Are for Sleeping
- 2 Nominierungen: All American, From the Second City, Great Day in the Morning, Kean, A Passage to India und Sail Away

### Mehrfache Gewinne
- 7 Gewinne: How to Succeed in Business Without Really Trying
- 4 Gewinne: A Man for All Seasons
- 3 Gewinne: No Strings
- 2 Gewinne: Carnival!